# Bileća (kommun)
Bileća är en kommun i Bosnien och Hercegovina.   Den ligger i entiteten Republika Srpska, i den södra delen av landet, 90 km söder om huvudstaden Sarajevo. Huvudort är Bileća.